# Daisy Earles
Hilda Emma Schneider (Stolpen, 29 de abril de 1907 - Sarasota, 15 de março de 1980) também conhecida por Daisy Earles ou ainda Daisy Doll foi uma atriz e atração de freak show nascida na Alemanha. Junto com seus irmãos, Daisy integrou o grupo The Doll Family. Daisy também participou do filme Freaks, de 1932, sendo uma das personagens principais.

## Vida

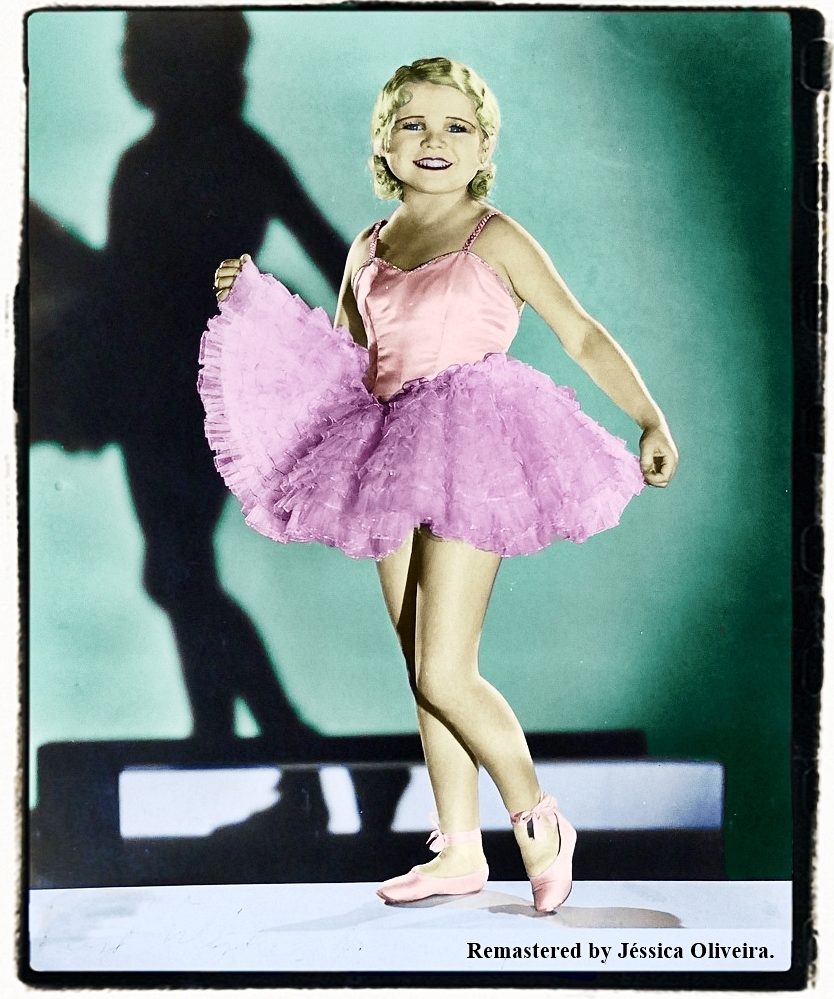
Daisy Earles em uma foto promocional do filme Freaks.

Daisy nasceu na Alemanha, assim como seus outros três irmãos ela também possui nanismo. Ela possuía apenas 1,09 m e sua aparência era semelhante a uma criança de 8 anos ou uma boneca de porcelana (daí o nome The Doll Family).
Daisy migrou para os Estados Unidos em 1922 para se juntar a seus irmãos Grace Doll e Harry Earles, com sua irmã caçula Tiny Earles seguindo o mesmo caminho anos depois em 1926. Junto formaram a The Doll Family, um grupo de quatro anões que se apresentavam em Freakshow fazendo concertos musicais e dançando. Daisy teve uma carreira maior no circo, porém fez algumas participações no cinema. Seu maior sucesso foi o filme Freaks, de 1932, onde ela interpretou uma das protagonistas, uma mulherzinha chamada Frieda, esposa do anão (este interpretado pelo seu irmão) que a trapezista Cleópatra (Olga Baclanova) se interessa para tomar toda sua fortuna.
Daisy também participou junto aos irmãos no filme Wizard of Oz fazendo uma leve participação, sendo nem sequer creditada. Seu último trabalho no cinema foi uma participação no filme de 1952 "The Greatest Show on Earth". Fazendo uma pequena participação depois disso, os quatro se aposentaram em meados dos anos 50.
Durante toda sua vida os Earles permaneceram juntos, exceto quando Daisy se mudou por um curto período quando esta se casou. Eles viveram juntos em uma casa em Sarasota, Florida, uma casa em miniatura chamada The Doll House. Daisy morreu no dia 15 de Março de 1980 aos 72 anos de idade, foi a segunda dos irmãos a morrer, sucedendo sua irmã Grace Doll e antecedendo seu irmão Harry Earles.

## Filmografia
| Ano  | Título                     | Papel       | Notas              |
| ---- | -------------------------- | ----------- | ------------------ |
| 1928 | Three-Ring Marriage        | Figuração   | Não foi creditada  |
| 1932 | Freaks                     | Frieda      | Protagonista       |
| 1939 | The Wizard of Oz           |             | não foi creditada  |
| 1952 | The Greatest Show on Earth | Anãzinha    | não foi creditada  |
| 1999 | Freaks: Uncessoured        | (Flashback) | Documentário       |
| 2016 | Schlitzie: One of Us       | Ela mesma   | (Flashback apenas) |